# Гельмбрехтс
Гельмбрехтс (нім. Helmbrechts) — місто в Німеччині, розташоване в землі Баварія. Підпорядковується адміністративному округу Верхня Франконія. Входить до складу району Гоф.
Площа — 58,66 км2. Населення становить 8454 ос. (станом на 31 грудня 2020).